# Guatemala
Il Guatemala (AFI: /ɡwateˈmala/), ufficialmente Repubblica del Guatemala (in spagnolo República de Guatemala), è uno Stato dell'America centrale. Nel 2019 risultava avere circa 17 500 000 abitanti.
Confina a nord e nordovest con il Messico, a nord-est con il Belize, a sud e sud-est con El Salvador e con l'Honduras. Si affaccia a ovest sull'oceano Pacifico e a est sul golfo dell'Honduras, ampia insenatura del mar dei Caraibi. La capitale è Città del Guatemala, che con i suoi 5 milioni di abitanti risulta essere la città più popolosa dell'America centrale, dopo Città del Messico.
Il Guatemala è una repubblica presidenziale. Da qualche anno la situazione politica è abbastanza stabile, ma nel recente passato vi sono stati diversi colpi di Stato e periodi di guerra civile. Dal 2012 al 2015 fu presidente del Guatemala un ex-generale durante il regime militare, Otto Pérez Molina; il presidente in carica dal gennaio 2024 è Bernardo Arévalo. Le lingue ufficiali sono lo spagnolo e altre ventidue lingue indigene.

## Etimologia
Le origini del nome Guatemala non sono chiarissime. Potrebbe essere stato coniato dai soldati aztechi scesi dal Messico al seguito dei conquistatori spagnoli, e in lingua nahuatl significherebbe "Paese dei tanti santi" (cuauhtemalan), un riferimento ai “tanti alberi” delle foreste tropicali della penisola dello Yucatán.

## Storia

### Epoca pre-colombiana (18/12.000 a.C.-1521)

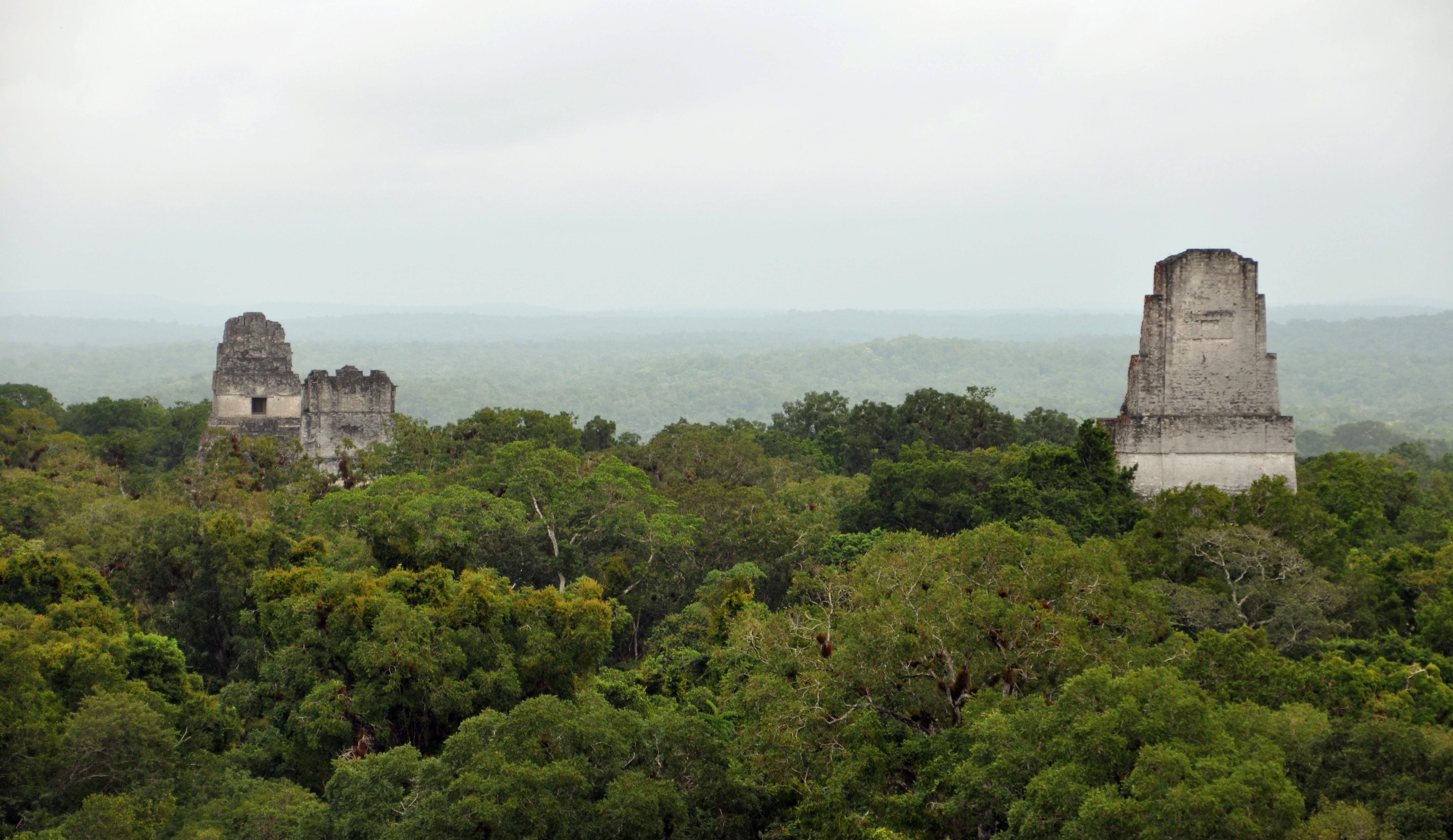
Templi della città maya di Tikal (IV secolo a.C.) emergono dalla giungla del Guatemala settentrionale. Tikal era la capitale di uno dei più potenti regni dell'epoca maya.

I primi insediamenti umani in Guatemala vengono fatti risalire a un periodo compreso tra il 18.000 e il 12.000 a.C., in seguito alla migrazione umana dall'Asia nord-orientale. I primi abitanti erano cacciatori e raccoglitori. Intorno al 3500 a.C. l'area entra nella fase neolitica, con la nascita e la diffusione dell'agricoltura del mais (circa seimila anni dopo la rivoluzione neolitica in Medio Oriente).
Ai tempi in cui Roma si espandeva nel Mediterraneo (VI-I secolo a.C.), la città maya di El Mirador, oggi sepolta nella foresta tropicale del Guatemala settentrionale, era la più popolosa dell'America pre-colombiana, con una popolazione di circa 100 000 abitanti e piramidi di 250.000 metri cubici (come El Tigre e Monos). Quello del Mirador fu il primo Stato politicamente organizzato dell'America, comprendente un complesso di 26 città e conosciuto nei testi antichi come Regno di Kan.
Mentre in Europa il mondo antico entrava in crisi e si viveva l'Alto Medioevo, in Guatemala la civiltà maya visse la sua fase classica e raggiunse il suo culmine (250-900 d.C.).
All'inizio del X secolo d.C. la civiltà crollò afflitta tra l'altro da siccità e invasioni barbariche, e l'Impero Maya si frazionò in numerose città-stato sparse per gli altopiani centrali.

### Epoca coloniale (1521-1821)

#### La conquista

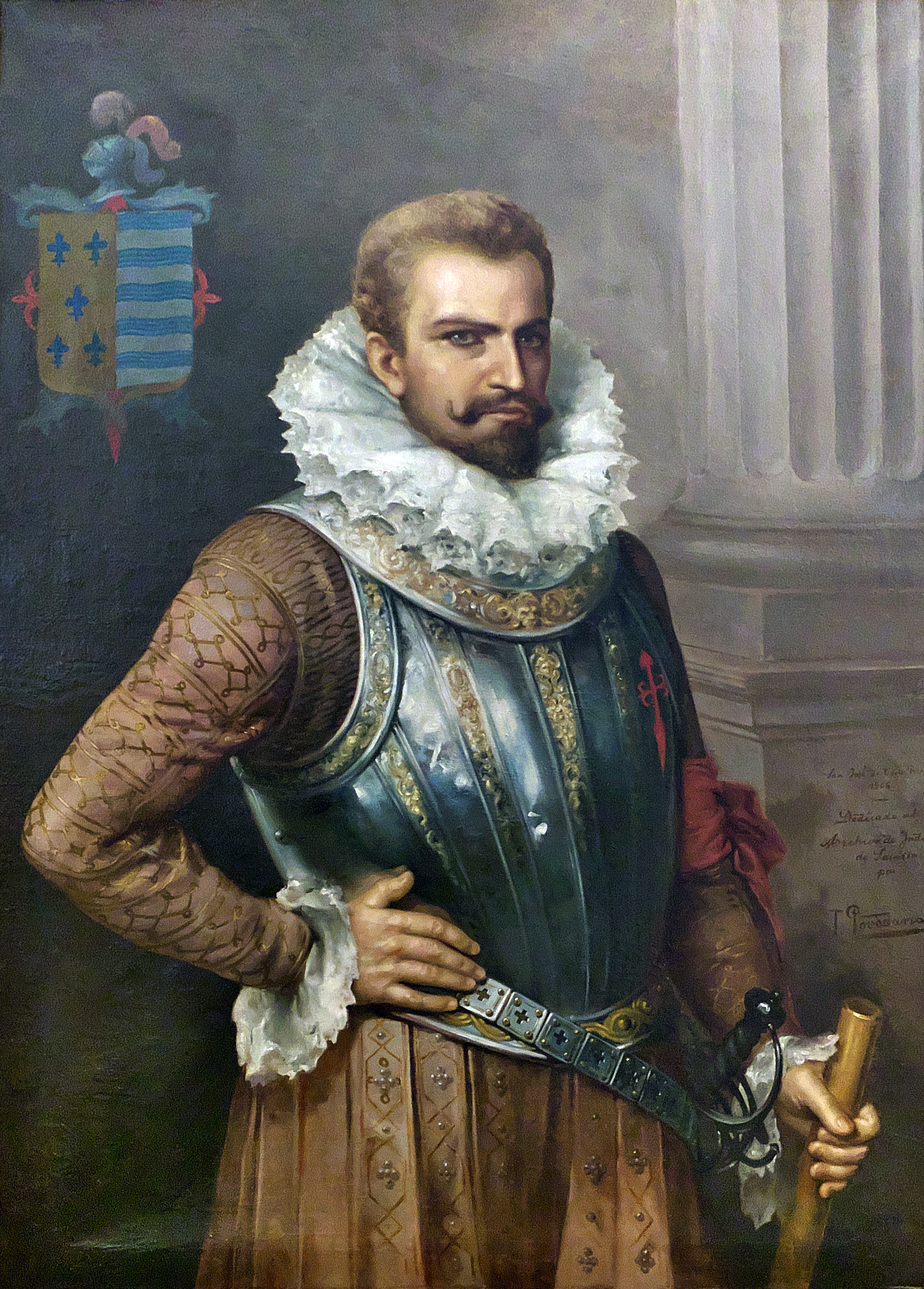
Il conquistatore del Guatemala, Don Pedro de Alvarado y Contreras.

Dopo la distruzione della capitale azteca Tenochtitlán (1521), nel 1523 Hernán Cortés diede a due luogotenenti, i fratelli Alvarado, il permesso di conquistare l'attuale Guatemala. Gli Alvarado, famiglia nobile di Badajoz, nell'Estremadura spagnola, guidati dal fratello maggiore Pedro, si allearono inizialmente con il gruppo Maya dei Kaqchikel e con essi sottomisero i rivali del gruppo Quiché. In seguito sottomisero anche i propri alleati. Tra il 1524 e il 1527 i Maya del Guatemala vennero soggiogati e la conquista proseguì più a sud nell'attuale El Salvador.
Il carattere violento di Pedro de Alvarado è testimoniato da numerose fonti: “impiccava o bruciava vivo qualunque capo locale che osasse opporsi a lui”. Pare fosse sua abitudine anche quella di dare gli indigeni in pasto ai suoi cani. Dopo il suo passaggio la popolazione indigena chiamò quella terra Xoaticol, la terra “sotto il sangue”, il nome con cui il Guatemala è ancora oggi chiamato dalla popolazione autoctona.
Nel 1524 Alvarado fondò Santiago de los Caballeros de Guatemala ufficializzando così il potere spagnolo nella nuova regione. Venti anni dopo Santiago era il quinto capoluogo del Nuovo Mondo, e la Capitaneria generale del Guatemala (Capitanía General de Goathemala) la più grande provincia del Vicereame della Nuova Spagna, comprendente gli attuali Guatemala, Chiapas, Nicaragua, Honduras e Costa Rica.
Santiago era la città centroamericana più importante dopo Città del Messico, perché era lì che i Maya avevano costruito la loro gloriosa civiltà, e lì avevano lasciato un grande patrimonio e una discreta popolazione, che tradotti in spagnolo significavano oro e manodopera, i fattori necessari per soddisfare l'ambizione degli avventurieri del Cinquecento, ovvero “raggiungere un nobile status acquisendo ricchezza, terra e signoria sugli uomini”.
Gli spagnoli restarono comunque molto delusi dal Guatemala: quando partivano per cercare l'Eldorado molti di loro scomparivano, inghiottiti dalla giungla, e di giacimenti aurei non si vide l'ombra. L'impatto tra la civiltà europea e quella autoctona fu drammatico, con un calo della popolazione locale del 70% circa.

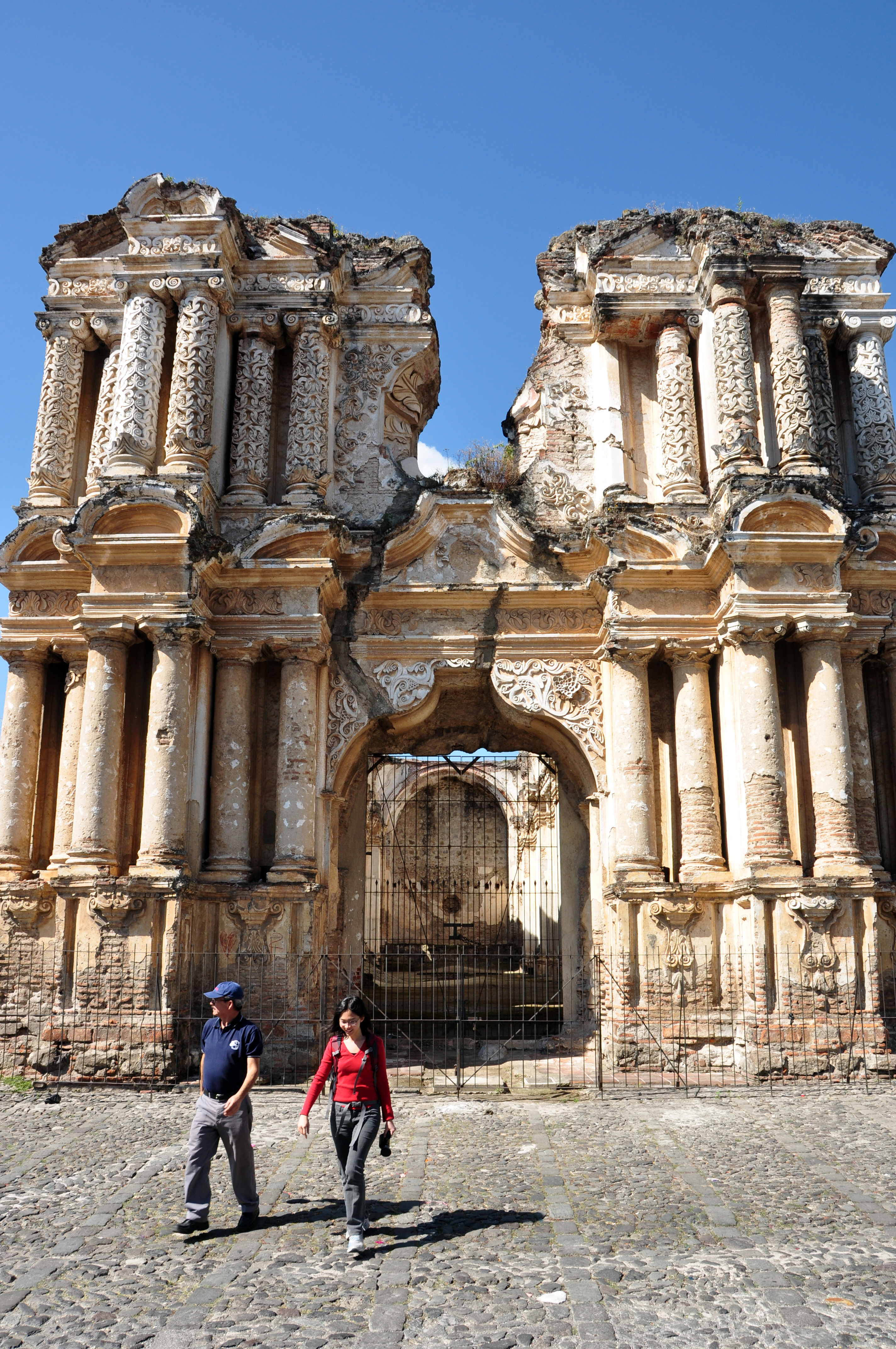
La facciata della chiesa del Carmine, ad Antigua Guatemala, capitale coloniale dal 1541 al 1773, l'anno del Terremoto di Santa Marta, che distrusse la città costringendo gli spagnoli a spostare la capitale nell'odierna Città del Guatemala

#### La società coloniale
La società del Guatemala coloniale era divisa sostanzialmente in tre gruppi: gli indios, i ladinos e l'élite spagnola.
Gli indios del Guatemala, dopo il massacro e le vittime dei primi decenni, poterono sopravvivere proprio perché quella terra era povera di beni ambìti dagli spagnoli: la regione non offriva né metalli né condizioni climatiche favorevoli alle grandi piantagioni e grazie a questo gli indios del Guatemala non si estinsero, come accadde a tanti altri, per fatica e malattie nelle miniere e nelle grandi piantagioni di canna da zucchero. La mancanza di importanti centri minerari o prodotti da esportazione rafforzò l'esigenza degli spagnoli di trarre le loro risorse direttamente dal lavoro della comunità indigena: “poiché gli spagnoli riuscivano a trovare pochi lucrosi utilizzi della terra e del lavoro indigeno, sfruttarono la popolazione rurale attraverso tasse, rendite e servizi”. Nel XX secolo la comunità maya del Guatemala era una delle comunità indigene più consistenti dell'intera America Latina.
Nel corso dei secoli lo status indigeno di “subordinazione e soggiogamento fu costantemente rinforzato”. Questo a sua volta rafforzò la tendenza delle comunità locali a chiudersi 'a riccio', nel tentativo di difendere la propria identità. La sussistenza di questa identità fu in effetti accettata dall'élite spagnola che non aveva alcun interesse a distruggere le comunità Maya visto che da essa e dal lavoro di quest'ultima traeva le sue risorse.
La Chiesa da una parte tendeva a cancellare la cultura indigena per convertire i Maya al cristianesimo, dall'altra la proteggeva dagli attacchi delle élite spagnole, quanto bastava per tenerla in vita, nel tentativo di "applicare" la nuova cultura cristiana su quella tradizionale.
Ciò permise al clero di mantenere con le comunità indigene un rapporto migliore rispetto a quello esistente con le élite spagnole.
Il termine ladinos si riferiva in origine agli indigeni che avevano perso i legami con la comunità ed erano andati a vivere presso i conquistatori, ovvero indios parlanti lingua spagnola. Successivamente incluse anche alcuni bianchi economicamente decaduti e soprattutto i meticci, spesso prodotti di una coercizione fisica piuttosto che di un volontario accoppiamento, dato che gli spagnoli erano “più riluttanti a sposare le donne indigene che a violentarle”.
I ladini andavano a coltivare terre non reclamate (numerose soprattutto nel Guatemala orientale), facevano i piccoli artigiani, vendevano cianfrusaglie nelle città, oppure diventavano gli scagnozzi dei signori della terra. Erano legalmente distinti dagli indios, ma non avevano uno status sociale né economico-politico superiore rispetto a essi nel periodo coloniale. Spesso subivano le stesse discriminazioni razziali a cui erano soggetti gli indios.
L'élite spagnola era indebolita dalle lotte per il potere tra i peninsulares e i creoles: i primi erano spagnoli nati in Spagna e avevano posti di comando nel sistema governativo imperiale; i secondi erano spagnoli nati in America, non gestivano l'impero, ma detenevano un effettivo potere locale, ottenuto in vari modi e basato sul loro radicamento nel territorio.
Il crescente attrito tra i due gruppi fu una delle cause della corrosione del sistema imperiale spagnolo e quindi dell'indipendenza latinoamericana.

#### L'economia coloniale
L'economia locale precolombiana, con villaggi proprietari di terre coltivate in comune, era inaccettabile sia per gli spagnoli sia per la Chiesa.
Si deportarono le popolazioni di vari villaggi dentro uno solo, per controllarle meglio, e la terra abbandonata andava alla Corona (in media una ventina di villaggi vennero fusi in uno). A una cinquantina d'anni dalla conquista gli spagnoli avevano già rilevato tutte le migliori terre situate attorno agli insediamenti. Solo una piccola frazione della terra dell'intera regione trovò tuttavia un proprietario, e lontano dagli insediamenti gran parte del territorio rimase inesplorato, disabitato o ancora popolato da indigeni non-tributari. Durante il Seicento e il Settecento vennero avviate modeste produzioni di zucchero e di cacao e il maggior prodotto d'esportazione fu l'indaco, un colorante coltivato nelle pianure del centro e dell'est.
I Quechì soffrivano molto le condizioni climatiche delle pianure: quando l'impero maya era entrato in decadenza, per sfuggire alle "invasioni barbariche" i Maya si erano rifugiati negli altipiani e nel corso dei secoli si erano disabituati alle condizioni ambientali della giungla tropicale e delle afose e umide pianure. Quelli che scendevano a lavorare nelle pianure per le piantagioni dei conquistadores spesso si ammalavano gravemente e a volte trovavano la morte. La maggior parte tentava sempre di ritornare al proprio villaggio alla fine di una commessa signorile, ma in alcuni casi gl'indios, per volontà o per costrizione, si stabilivano nei pressi del latifondo, perdevano i contatti con la comunità e col tempo si ladinizzavano.
Alla fine dell'esperienza coloniale la distribuzione etnica del Guatemala era la seguente: i ladini erano più numerosi nella fascia costiera pacifica, nella capitale e soprattutto nell'est, ovvero nelle zone più pianeggianti del paese; la popolazione indigena risiedeva prevalentemente negli altopiani, in particolare quelli occidentali, che erano più elevati e quindi meno accessibili, e da lì scendeva per rendere i propri servigi ai padroni bianchi.

### I primi cinquant'anni di indipendenza (1821-1871)
L'indipendenza del Guatemala dalla Spagna fu il frutto di un movimento anti-colonialista e non nazionalista: i creoli non si facevano portatori di un programma di redistribuzione del potere, ma volevano semplicemente tagliare fuori la Spagna. Anzi è stata più la paura di una sollevazione della popolazione che non un vero e proprio progetto di acquisizione del potere, a muovere gran parte dell'élite creola. Negli anni del crollo del Vicereame della Nuova Spagna (1812-1821), i creoli del Guatemala fecero perlopiù da spettatori, e proclamarono l'indipendenza solo quando ormai era chiaro che la Spagna non avrebbe più potuto intervenire.
Le province guatemalteche formarono, insieme alle zone più meridionali della regione, le Province Unite dell'America centrale (o Federazione Centro-Americana). La capitale rimase Città del Guatemala. Le Province Unite ebbero vita breve, quindici anni. Anni politicamente instabili, aggravati dal crollo del prezzo sui mercati mondiali dell'indaco, un importante prodotto di esportazione verso l'Europa.
Crisi economica e particolarismi politici favorirono la separazione di tutte le province, e la nascita di Guatemala, Honduras, El Salvador, Nicaragua e Costa Rica (1838).
Mariano Gálvez, eletto capo dello Stato del Guatemala nel 1831, introdusse massicce riforme liberali, fra cui la separazione tra Stato e Chiesa, il matrimonio civile, il divorzio. Abolì festività religiose e proibì il pagamento delle decime. La sua politica anticlericale intendeva colpire soprattutto gli ordini religiosi che sostenevano il partito conservatore, ma le novità non furono accolte bene dal popolo guatemalteco, in parte perché introdotte senza alcuna gradualità, in parte perché erano state trasferite di peso dagli Stati Uniti, il cui contesto sociale era radicalmente diverso. Anche le concessioni fatte agli inglesi, in particolare la cessione del Belize, dispiacquero. Si contrappose allora a Gálvez la Ribellione della montagna, capeggiata da Rafael Carrera y Turcios, che fece leva sul sentimento religioso dei contadini. Armati alla meglio, nonostante la feroce repressione del governo, i contadini rivoltosi nel 1838 riuscirono a marciare sulla capitale al grido di «¡Viva la religión!» e «¡Fuera los herejes extranjeros!», costringendo Gálvez a dimettersi e ad abbandonare il paese.

### I regimi liberal-conservatori e lo sviluppo dell'economia da esportazione (1871-1944)
Intorno al 1850 la storia del Guatemala subì una profonda svolta: prodotti tipici come indaco e cocciniglia diventarono definitivamente obsoleti per il mercato internazionale, ma soprattutto, l'America centrale scoprì di essere il luogo ideale per la produzione di caffè. Il caffè, a differenza delle tradizionali colture di coloranti, richiedeva grandi piantagioni e grandi quantità di manodopera.
Dopo la fine del governo di Rafael Carrera (1840-1865), che dopo una rivoluzione era riuscito a gestire il potere con il sostegno di indios e ladini (senza peraltro danneggiare troppo le élite), i latifondisti più conservatori ripresero il potere, sotto la bandiera liberale, sostenuti dal boom della domanda di caffè in Europa.
I liberali, che un tempo avevano a modello il sistema statunitense della piccola proprietà e del mercato libero, acquisirono una mentalità più pratica ed erano disposti a chiudere un occhio su certe questioni “intellettuali”: la piccola conduzione non poteva portare alcun giovamento alle grandi esportazioni di caffè, il mercato mondiale chiedeva grosse quantità a un costo basso. Per coltivare caffè servivano molta terra e molte braccia.
Nel 1871 Justo Rufino Barrios, uno dei maggiori proprietari terrieri dell'epoca e membro dell'élite creola, inaugurò la nuova era liberale, che avrà termine dopo più di settant'anni con la rivoluzione democratico-borghese del 1944.
Il successo di alcune piantagioni centro-americane aveva spinto delle imprese straniere a investire massicciamente nella regione: francesi e statunitensi fecero costruire una linea ferroviaria, mercanti inglesi e tedeschi aprirono canali commerciali e coltivatori tedeschi misero in piedi con successo efficienti piantagioni di caffè. Il nuovo governo liberale tra il 1871 e il 1883 vendette quasi 100.000 acri di terra.
La terra finì velocemente nelle mani dei grandi latifondisti locali e di una manciata di imprese tedesche e nordamericane, dando origine a un'economia d'esportazione strutturata su grandi tenute agricole e a una delle “più piccole e più potenti oligarchie del caffè del Centroamerica”. Nel 1940 lo storico Chester Lloyd Jones descriveva il Guatemala come una terra caratterizzata da "un'eccezionale concentrazione della proprietà in poche mani".
Nel 1877 una nuova legge agraria abolì ogni forma di proprietà comunale e aprì la strada all'espropriazione della terra delle comunità indigene. Questa mossa da un lato favorì l'acquisizione di terre per le coltivazioni di caffè e al contempo, togliendo mezzi di produzione e di sostentamento alla popolazione india, si tradusse in un maggior afflusso di forza lavoro verso le piantagioni.
I latifondisti erano soliti acquistare, più o meno per vie coatte, terre indigene per poi affittarle ai proprietari originari in piccoli lotti in cambio del lavoro nelle loro piantagioni.
Lo storico Greg Grandin ha mostrato con dei dati questo processo di espropriazione:
“Nel 1870 la grande maggioranza di Maya del Verapaz risiedeva in liberi villaggi sparsi. Nel 1921 il 40% della popolazione totale dell'Alta Verapaz viveva nelle piantagioni sotto forma di lavoratori a giornata residenti (mozos colonos), che scambiavano il loro lavoro per il diritto di vivere e coltivare.[…]. Nel 1888, novantasette maya dell'Alta Verapaz possedevano tenute agricole abbastanza grandi da essere ritenute fincas (piantagioni). Nel 1930 erano diventati nove. Nel 1949 non ce n'era più nessuno”.
I regimi liberali si garantirono la manodopera necessaria ricorrendo, oltre che all'espropriazione delle terre, al lavoro salariato forzato. Nel corso dei successivi decenni, l'apparato “coercitivo” sarebbe stato “basilare per il funzionamento del mercato del caffè” fino al 1945. Gli introiti del lavoro nelle piantagioni non compensavano l'individuo né la sua comunità per la perdita di forza lavoro. Il bilancio negativo si fece sempre più grave negli effetti a lungo termine sull'economia indigena e su quella del paese in generale.. Le condizioni di lavoro erano dure: molti “davano il fiore della loro giovinezza solo per finire disabili o alcolizzati e ancora in debito”.
I contadini protestavano e si lamentavano con reverenza:
(abitanti di Xenacoj al Presidente della Repubblica, 21 dicembre 1885, Sacatepequez)

### Il "fallimento" della modernizzazione economica
A partire dalla metà del XIX secolo grandi flussi di capitale straniero affluirono nella regione e presero a controllare i processi di produzione preparando il paese all'ingresso nell'economia mondiale: nel corso dell'Ottocento la domanda di caffè si fece sempre più insistente e la possibilità di averne in gran quantità a basso costo attirò l'attenzione del capitale estero quanto quella dell'élite locale. I primi avevano i soldi per produrre le necessarie ferrovie e i porti e i secondi avevano il potere radicato sul territorio.
L'avvio di un capitalismo agrario non comportò una transizione verso un sistema capitalistico di stampo europeo: anzitutto il capitale si riversò solo laddove poteva far crescere il caffè e non migliorò le condizioni dell'agricoltura locale; l'economia locale risultò fortemente indebolita dalle esigenze di quella da esportazione, a causa dell'inasprimento della politica di estrazione di surplus dalle comunità indigene. Mandamientos (coscrizioni di lavoro presso le piantagioni) e schiavitù per debiti indebolirono inesorabilmente gli indios: nel 1907 la municipalità di Nentón (Huehuetenango) lamentava che pur essendo rimasti solo 100 uomini abili al lavoro, 75 di essi avevano ricevuto un ordine di mandamiento.
L'economia indigena precapitalistica era essenziale per “mantenere i lavoratori temporaneamente improduttivi del sistema capitalista”. Infatti all'élite locale serviva una gran quantità di forza lavoro solo in alcune stagioni, e nel resto dell'anno l'economia locale avrebbe dovuto mantenersi da sola e mantenere i lavoratori stagionali. Ma l'economia indigena era progressivamente indebolita da quella della grande piantagione, che le toglieva risorse e mezzi. Ne consegue che le comunità agricole locali furono “minacciate e perpetuate allo stesso tempo, sviluppando una prolungata crisi e non una transizione al capitalismo”
Smith, dopo aver descritto le manovre del nuovo governo liberale volte a garantire la forza lavoro per le proprie piantagioni, conclude che “essenzialmente, lo stato capitalista guatemalteco ha creato nel Guatemala occidentale due classi non-capitaliste: quella dei lavoratori coatti (indios) e quella dei coercitori di lavoro (ladini). Queste relazioni di produzione non-capitalistiche erano più forti nel 1944 di quanto non lo fossero state nel 1844 ”.
Allo stesso modo McCreery, dopo aver descritto le relazioni di produzione feudali del Guatemala coloniale, scrive che “il movimento dell'economia nord-atlantica da un predominante capitalismo commerciale ad uno industriale, lungi dall'aver indebolito questo sistema produttivo [feudalistico] o dall'aver diffuso in Guatemala moderne relazioni capitalistiche, ha avuto l'effetto di rafforzare le precapitalistiche forme di sfruttamento e di estenderle ad aree del paese precedentemente non intaccate”.
Nei primi venti anni del XX secolo il lungo governo di Manuel Estrada Cabrera (1898-1920) consolidò il sistema dell'economia d'esportazione e lo espanse favorendo lo sviluppo delle grandi piantagioni di banane e l'ingresso del capitale nordamericano. Cabrera (1900-1920) sarebbe stato ricordato dalla storia locale come l'uomo che vendette il Guatemala agli Stati Uniti, avendo concesso vasti tratti di terra, il sistema ferroviario, il sistema telegrafico, la compagnia elettrica, le comunicazioni aeree, i porti e i canali di comunicazione marittimi ad alcune grandi imprese statunitensi, prima fra tutti la United Fruit Company, una società di proprietà statunitense che commerciava banane.
Gli stranieri aumentarono la capacità produttiva del paese ma al prezzo di una progressiva “denazionalizzazione” delle industrie d'esportazione: nel 1935 i coltivatori stranieri erano 804, ovvero un undicesimo del totale (8104), ma ognuno di loro possedeva in media una quantità di terra venticinque volte superiore a quella dei colleghi locali.
Nel frattempo, lo stipendio reale del contadino si era ormai ridotto all'osso: McCreery, Woodward, e Handy stimano che negli anni venti la paga giornaliera espressa in termini di costo del grano fosse solo tra il 30 e il 50 % di quella che era stata nel periodo 1853-66

### Il "decennio democratico" (1944-1954)
Vinte le elezioni, Juan José Arévalo inizia una serie di riforme economiche e sociali. La riforma agraria, che espropria (dietro indennizzo) alla United Fruit Company le terre non utilizzate, viene definita dal governo di Washington "una minaccia agli interessi degli Stati Uniti". Viene scatenata un’imponente campagna contro i governi democratici di Arévalo e Jacobo Arbenz, suo successore. Nel giugno 1954 Allen Dulles, direttore della Cia ed ex presidente della United Fruit, organizza l’invasione del paese e rovescia il governo. Il colonnello Carlos Castillo Armas abroga subito la riforma agraria e tutte le conquiste sociali. Si torna alla "normalità".

### L'Operation PB Success, la "restaurazione" oligarchica e la guerra civile (1954-1996)
La storia del Guatemala è stata significativamente marcata dalla guerra fredda tra gli Stati Uniti e l'Unione Sovietica. La CIA, con un piccolo gruppo di guatemaltechi formato prevalentemente da delinquenti ed ex carcerati, rovesciò il governo democraticamente eletto presieduto da Jacobo Arbenz Guzmán nel 1954, dopo che questi aveva espropriato della terra incolta dai grandi possedimenti fondiari dell'élite economica, per redistribuirla alle masse più povere cui la terra era stata tolta nei secoli precedenti. Parte di queste terre erano possedute dalla United Fruit Company, una società statunitense. All'epoca il Segretario di stato degli USA era John Foster Dulles (avvocato e socio della United Fruit Company) e il capo della CIA era suo fratello Allen Welsh Dulles.
Il nome in codice di questa operazione della CIA fu Operazione PBSUCCESS, grazie alla quale poté essere realizzato il colpo di Stato in Guatemala del 1954. A capo del conseguente regime militare fu Carlos Castillo Armas, che in passato era già stato condannato a morte per eversione ed era evaso quattro anni prima. Nel 1957 la Columbia University di New York conferì al dittatore la laurea honoris causa.
Nel 1960 alcuni militari comunisti tentarono senza successo di rovesciare il regime. La fazione sconfitta tuttavia riuscì a organizzare milizie armate, la cui repressione da parte del regime portò a una situazione di guerra civile, durata più di trent'anni, in cui trovarono la morte circa 200 000 civili guatemaltechi. Secondo la Commissione per la verità sponsorizzata dall'ONU, le forze del governo e i paramilitari furono responsabili del 90% delle violazioni di diritti umani durante la guerra.
Durante i primi 10 anni, le vittime del terrore di Stato furono principalmente studenti, lavoratori, professionisti e personalità dell'opposizione di qualsivoglia tendenza politica, ma negli ultimi anni vi furono migliaia di vittime fra i maya contadini e non-combattenti. Più di 450 villaggi maya vennero distrutti e oltre un milione di persone diventarono rifugiati. Questo è considerato uno dei più tremendi casi di pulizia etnica verificatisi nell'America Latina moderna. In certe aree, come Baja Verapaz, la Commissione per la Verità concluse che lo Stato guatemalteco avviò intenzionalmente una politica di genocidio contro determinati gruppi etnici.
Dagli anni cinquanta agli anni novanta (con un periodo di pausa tra il 1977 e il 1982), il governo USA sostenne direttamente l'esercito del Guatemala con addestramenti, armi e finanziamenti. Le Forze armate speciali degli Stati Uniti ("Berretti verdi") arrivarono nel Guatemala con l'obiettivo di formare l'esercito come "forza moderna anti-insurrezione" e ne fecero il più sofisticato dell'America centrale. Il coinvolgimento della CIA incluse l'addestramento di 5.000 cubani oppositori di Fidel Castro e la realizzazione di aeroporti per organizzare quella che sarebbe diventata la fallimentare invasione della Baia dei Porci.
Nel 1999, il presidente statunitense Bill Clinton affermò che gli Stati Uniti ebbero torto ad appoggiare le forze militari guatemalteche che presero parte alle brutali uccisioni di civili. Nel 1982 quattro gruppi marxisti formarono l'organizzazione di guerriglia (Unidad Revolucionaria Nacional Guatemalteca - URNG). Nel 1992 il premio Nobel per la pace venne assegnato a Rigoberta Menchú, un'attivista indigena per i diritti umani, grazie ai suoi sforzi per portare l'attenzione internazionale sul genocidio perpetrato dal governo nei confronti della popolazione indigena.
La sanguinosa guerra civile terminò nel 1996, con un accordo di pace tra la guerriglia e il governo del presidente Álvaro Arzú, negoziata dalle Nazioni Unite. Entrambe le parti acconsentirono a dei compromessi. L'esercito avrebbe dovuto controllare i centri urbani, mentre URNG avrebbe dovuto mantenere una forte presenza nelle campagne. Negli anni seguenti il Guatemala poté beneficiare di elezioni democratiche, anche se la corruzione rimase pervasiva a tutti i livelli di governo. Nel dicembre del 2005 è stata scoperta una grande quantità di documenti della Polizia nazionale, che rivelavano i metodi che gli ufficiali per la sicurezza pubblica utilizzavano durante la guerra civile guatemalteca.
L'economia, anche per i trattati commerciali sottoscritti, resta largamente legata a quella statunitense. Gli USA assorbono, per esempio, dieci volte l'importo delle esportazioni verso il confinante Messico. Un riflesso di questa dipendenza è anche nella grande presenza di imprese statunitensi nel paese. Il Guatemala è uno dei paesi latinoamericani dove le differenze e sperequazioni sociali e culturali sono più accentuate. Nonostante l'impulso alla partecipazione dei popoli indigeni dato dall'assegnazione del premio Nobel alla Menchú, il ruolo delle donne e il concorso in politica degli indigeni, più del 50% della popolazione, restano largamente emarginati dal controllo sociale ed economico delle élite locali.

## Geografia

### Morfologia
Il territorio del Guatemala è essenzialmente montuoso fatta eccezione per la zona costiera meridionale e per la parte settentrionale, corrispondente al dipartimento di Petén, una vasta zona pianeggiante ricca di foreste tropicali continuazione delle piane dello Yucatan (Messico).
I sistemi montuosi che attraversano il paese sono due, la Sierra Madre e la catena di Cuchumatanes.
La Sierra Madre si estende dal confine con il Messico e attraversa il paese parallelamente alla costa occidentale fino al confine con El Salvador. Di origine vulcanica è lunga 380 km, tra le sue vette vi sono tutti i 37 vulcani del paese (4 dei quali sono attivi); il più elevato è il Tajumulco (4.220 m s.l.m.). Il versante occidentale e gli altopiani della Sierra Madre, nonostante l'intensa attività vulcanica, sono la parte più densamente popolata del paese: gli insediamenti sono stati favoriti dal clima più gradevole rispetto al clima tropicale delle pianure costiere e dalla fertilità dei terreni lavici.
La catena settentrionale dei monti Cuchumatanes si estende dal confine con il Messico e in direzione orientale fino al Mar dei Caraibi, i rilievi sono interrotti dall'ampia vallata del fiume Motagua.

### Idrografia

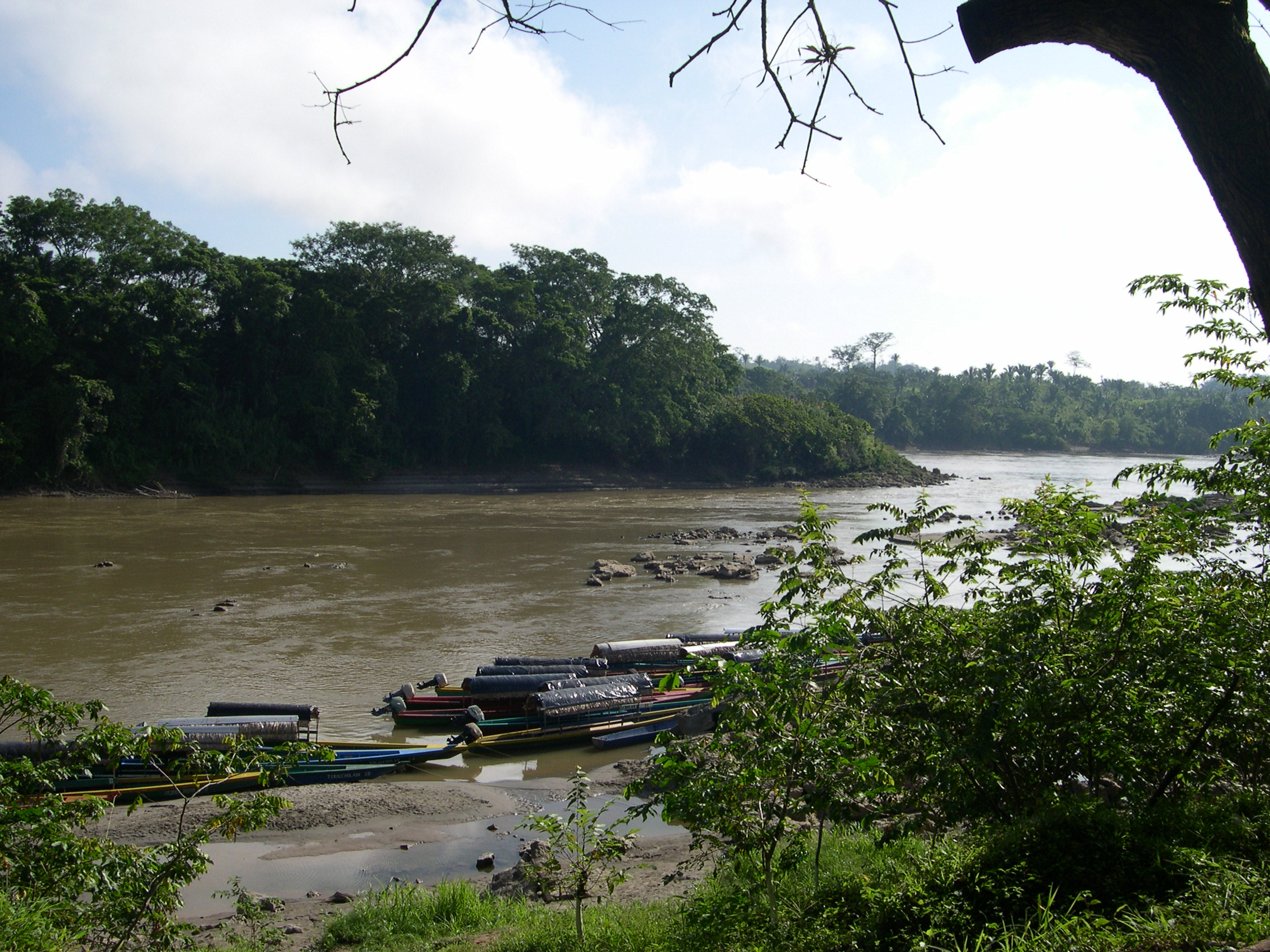
Il fiume Usumacinta

I fiumi del versante occidentale, come l'Acomé sono corti e poco profondi, ma più adatti allo sfruttamento idroelettrico, quelli sul versante orientale sono invece più lunghi e profondi, tra i più lunghi vi sono il Polochic (in cui confluisce il Cahabón) che alimenta il Lago Izabal dal quale defluisce il Río Dulce, il Motagua (fiume più lungo del paese) e il fiume Usumacinta, che delimita il confine tra lo Stato messicano del Chiapas e il dipartimento di Petén.

### Clima
Il clima, tendenzialmente tropicale, varia a seconda dell'altitudine delle diverse zone del paese. La zona costiera è caratterizzata da un periodo secco in inverno (da novembre ad aprile) e da un periodo piovoso in estate. Sul finire dell'estate la costa orientale è a rischio uragani: nel 1998 il paese fu colpito dall'uragano Mitch e nel 2005 dall'uragano Stan con oltre 1500 vittime dovute alle alluvioni.

Nelle zone costiere e nelle pianure la temperatura media oscilla tra i 21 e i 27 °C mentre sui rilievi e sugli altopiani il clima è più temperato con medie che vanno dai 10 ai 16 °C ed escursioni sensibili nel corso della giornata.

### Demografia

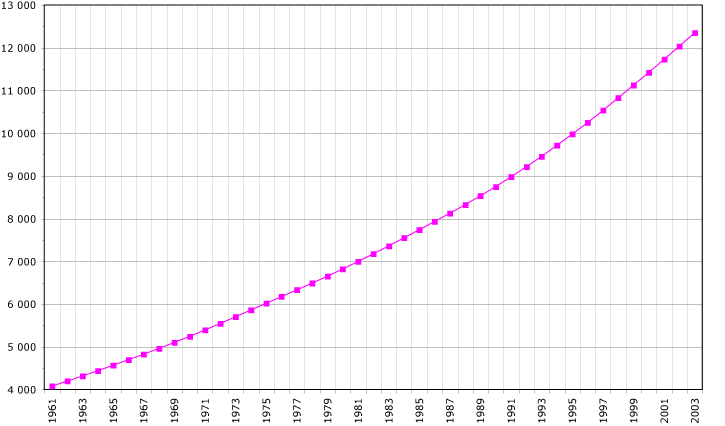
Evoluzione demografica del Guatemala - Fonte FAO, 2006.

## Società

### Etnie
Secondo i dati del censimento nazionale (2002) il 42% della popolazione è di origine meticcia (mestizos); questi sono chiamati ladinos e il 13% è composta da discendenti degli europei (soprattutto spagnoli ma anche tedeschi, francesi, inglesi, italiani e scandinavi).
Il rimanente 41% circa della popolazione è suddiviso fra diverse etnie:
- K'iche': 9,1%
- Kaqchikel: 8,4%
- Mam: 7,9%
- Q'eqchi': 6,3%
- Altre etnie maia: 8,6%
- Indigeni di origine non maia: 0,2%
- Altri: 0,1%

Fra le etnie di tipo ladino vi sono i garifuna, discendenti da schiavi di origine africana residenti nell'area di Livingston e di Puerto Barrios e altri gruppi neri o mulatti per un totale compreso fra l'1% e il 2% della popolazione. Circa il 2-3% dei ladinos è di origine araba (libanese o siriana) e asiatica (cinesi); in crescita la comunità coreana a Città del Guatemala e nella vicina Mixco (circa 50 000 persone).

### Religione

Mappa linguistica del Guatemala secondo la Comisión de Oficialización de los Idiomas Indígenas de Guatemala. L'area viola rappresenta lo spagnolo.

In epoca coloniale l'unica religione era quella cattolica. In epoche recenti, in seguito alla dittatura del generale Efraín Ríos Montt, vi è stato un progressivo aumento della componente protestante: attualmente circa il 40% dei guatemaltechi è di religione protestante, soprattutto pentecostale.
Un'esigua percentuale (intorno all'1% della popolazione) pratica religioni tradizionali maya, spesso mediante riti tradizionali incorporati in cerimonie cristiane. Tale fenomeno è indice del forte sincretismo tra cultura ispanica e amerindia.

### Lingue
Benché la lingua ufficiale sia lo spagnolo, questo non è uniformemente diffuso tra la popolazione nativa tra la quale è diffuso il monolinguismo di idiomi indigeni. Specialmente nelle aree rurali sono parlate 21 diverse lingue maya e diverse lingue indigene amerindie non maya come lo xinca, e il garifuna, una lingua arawak parlata sulla costa caraibica. Secondo il Decreto Número 19-2003, 23 lingue sono riconosciute come lingue nazionali.

## Ordinamento dello Stato

### Suddivisione amministrativa

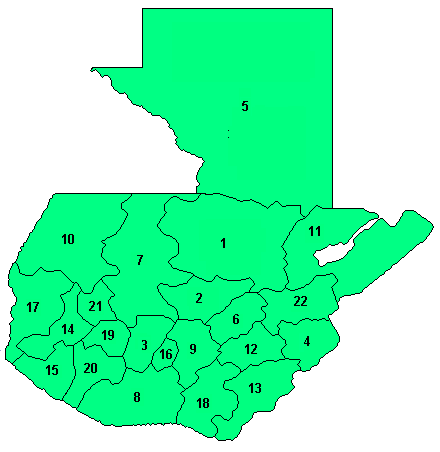

Il Guatemala è diviso in 22 dipartimenti (departamentos) a loro volta divisi in 333 comuni (municipios).
| 1. Alta Verapaz (Cobán) 2. Baja Verapaz (Salamá) 3. Chimaltenango (Chimaltenango) 4. Chiquimula (Chiquimula) 5. Petén (Flores) 6. El Progreso (Guastatoya) 7. Quiché (Santa Cruz del Quiché) 8. Escuintla (Escuintla) 9. Guatemala (Città del Guatemala) 10. Huehuetenango (Huehuetenango) 11. Izabal (Puerto Barrios) | 12. Jalapa (Jalapa) 13. Jutiapa (Jutiapa) 14. Quetzaltenango (Quetzaltenango) 15. Retalhuleu (Retalhuleu) 16. Sacatepéquez (Antigua Guatemala) 17. San Marcos (San Marcos) 18. Santa Rosa (Cuilapa) 19. Sololá (Sololá) 20. Suchitepéquez (Mazatenango) 21. Totonicapán (Totonicapán) 22. Zacapa (Zacapa) |

### Rivendicazioni territoriali
Da lungo tempo è in corso una disputa sui confini, il Guatemala rivendica infatti una porzione del territorio del confinante Belize. La disputa in passato ha creato tensione nei rapporti con il Regno Unito (di cui il Belize faceva parte) e in seguito, dalla sua indipendenza nel 1990, prosegue con il Belize indipendente. Negli anni 1980 vi sono stati frequenti casi di scontri fra le forze armate dei due paesi, gli scontri hanno coinvolto anche la popolazione civile, vi sono state perdite e distruzioni di raccolti da ambo le parti. Dal 1991 il Guatemala ha riconosciuto e intrattiene rapporti diplomatici con lo Stato vicino, pur sostenendo che la questione dei confini è tuttora irrisolta.
Nel tentativo di risolvere la disputa il congresso del Guatemala ha ratificato due accordi internazionali che erano in sospeso da lungo tempo e riguardanti questioni di confini terrestri e marittimi. Nel 2001 i due paesi hanno accettato la mediazione dell'Organizzazione degli Stati Americani nella determinazione dei confini terrestri e marittimi fra i due paesi. Le trattative hanno subito un temporaneo arresto in occasione delle elezioni nazionali in Guatemala e sono riprese solo nel novembre del 2005. Dalla sua nomina nell'agosto 2006 il ministro degli esteri guatemalteco Gert Rosenthal sembra voler accelerare la risoluzione della questione.

### Città principali

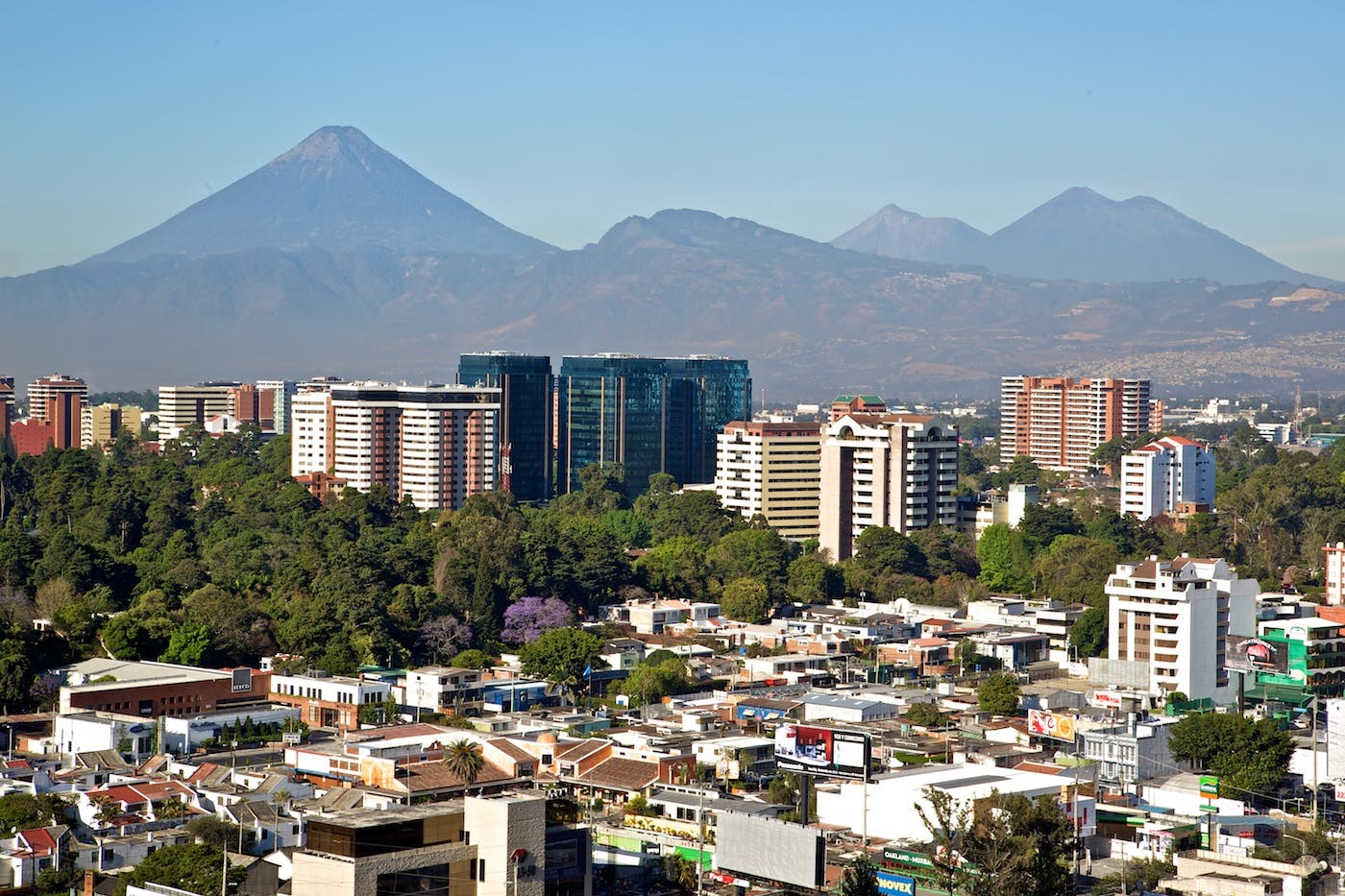
Città del Guatemala, con alle spalle i vulcani Agua, Fuego e Acatenango

Secondo i dati dei censimenti del 2002 e 2018 le città più popolose sono:
| Città                        | 2002    | 2018      | Dipartimento   |
| ---------------------------- | ------- | --------- | -------------- |
| Città del Guatemala          | 942.348 | 2.750.965 | Guatemala      |
| Mixco                        | 403.689 | 465.773   | Guatemala      |
| Villa Nueva                  | 355.901 | 433.734   | Guatemala      |
| San Pedro Carchá             | 148.344 | 235.275   | Alta Verapaz   |
| San Juan Sacatepéquez        | 152.583 | 218.156   | Guatemala      |
| Cobán                        | 144.461 | 212.057   | Alta Verapaz   |
| Quetzaltenango               | 127.569 | 180.706   | Quetzaltenango |
| Jalapa                       | 105.796 | 159.840   | Jalapa         |
| Escuintla                    | 119.897 | 156.313   | Escuintla      |
| Villa Canales                | 103.814 | 155.423   | Guatemala      |
| Jutiapa                      | 109.910 | 145.880   | Jutiapa        |
| Santo Tomás Chichicastenango | 107.193 | 141.567   | Quiché         |
| Petapa                       | 101.242 | 135.557   | Guatemala      |

Fonte: Instituto Nacional de Estadística (INE)

### Istituzioni
Il Guatemala è una Repubblica presidenziale.
Il parlamento è monocamerale è composto da 158 deputati.
- Presidenti del Guatemala

La Costituzione del Guatemala è del 14 gennaio 1986.

#### Ordinamento scolastico
Il sistema scolastico è organizzato in due cicli, un ciclo primario obbligatorio di sei anni e due cicli secondari di tre anni. Le scuole, benché siano gratuite, sono di fatto poco frequentate soprattutto dalla popolazione indigena residente in zone rurali. Da un lato vi è il problema dei costi di trasporti, libri e materiali, dall'altro gli esigui fondi statali non sono in grado di garantire l'insegnamento nelle lingue nazionali diverse dallo spagnolo, il tasso di abbandono nel ciclo primario è molto elevato.
Il sistema scolastico, sempre per questioni di scarsi fondi, soffre per la scarsa qualifica degli insegnanti, i problemi citati si riflettono in uno dei tassi di analfabetismo più elevati dell'America centrale (solo il 69,1 per cento della popolazione sopra i 15 anni sa leggere e scrivere).
Vi sono numerose scuole private la cui frequenza è riservata a una ristretta minoranza di popolazione. La formazione superiore viene effettuata in un'università pubblica (Universidad de San Carlos de Guatemala) e 9 università private.

#### Università
La più antica e grande università del Guatemala è la Universidad de San Carlos de Guatemala (Università di San Carlo del Guatemala ), fondata da re Carlo II di Spagna il 31 gennaio 1676.

#### Sistema sanitario
Il sistema sanitario pubblico non è funzionale a causa del sistema politico e delle condizioni ambientali (la mancanza di acqua potabile e le dure condizioni di vita). C'è un alto tasso di mortalità infantile e le malattie a trasmissione sessuale e l'HIV sono molto diffuse tra la popolazione.

## Politica
Nel febbraio del 2007 Rigoberta Menchú (Premio Nobel per la pace nel 1992) si è candidata come leader della sinistra alle elezioni presidenziali del 9 settembre. La Menchú era a capo di un'alleanza comprendente una nuova coalizione di leader indigeni e alcune formazioni di contadini (in caso di vittoria, sarebbe stata la prima donna indigena a capo del governo nel suo paese). I risultati però non la premiarono e fu eletto presidente il socialdemocratico Álvaro Colom Caballeros.
La vita politica è in gran parte dominata dai partiti di destra. Nel 2013, solo due deputati su 158 e cinque sindaci su 333 dichiarano di essere di sinistra.
La Commissione internazionale sull'impunità stima che più del 25% del denaro della campagna elettorale proviene dalla criminalità organizzata e dal traffico di droga.

## Economia

### Agricoltura

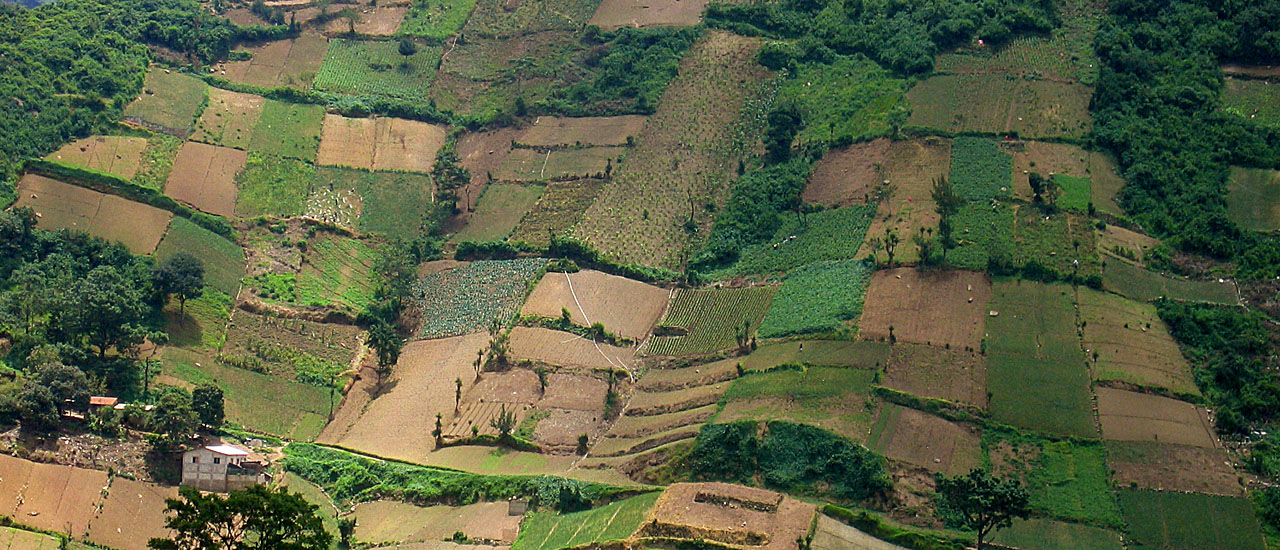
Campi Quetzaltenango

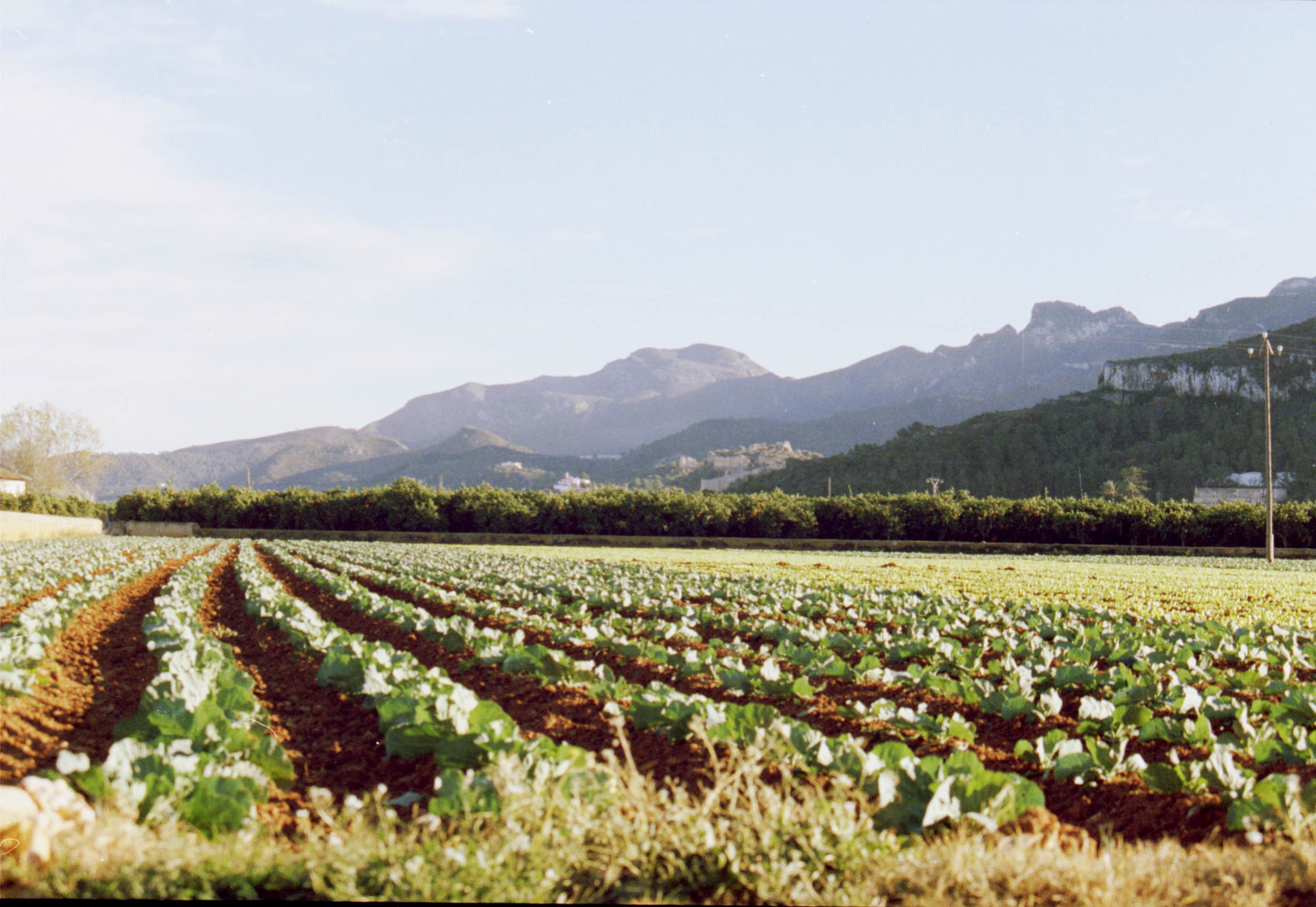
Almolonga, considerato "l'orto" più importante del Guatemala, fornisce verdura agli Stati Uniti, al Canada, all'Europa, a tutto il Centro America e al Giappone

L'agricoltura, favorita dal fertile terreno vulcanico e dal clima, resta la base dell'economia, anche se risente dell'eredità del passato: alla fine dell'Ottocento le grandi società statunitensi ottennero nel paese grandi concessioni di terreno. Fra queste in particolare la United Fruit Company, oggi Chiquita Brands International, avviò il regime delle monocolture creando vaste piantagioni di banane. Dopo lo sviluppo degli anni sessanta e settanta il Guatemala ha condiviso con il resto dell'America Latina la crisi degli anni ottanta, cui il governo ha tentato di porre freno con la diversificazione della produzione agricola e lo sviluppo del settore industriale. Tuttavia, nonostante la situazione politica sia migliorata negli anni novanta, l'economia continua a essere legata ai finanziamenti esteri, con la conseguenza di un pesante debito estero e un reddito pro capite fra i più bassi dell'America Latina.
Con un'esportazione basata su un numero ristretto di prodotti la bilancia commerciale è costantemente in forte passivo. Si importano macchinari e mezzi di trasporto, combustibili, lubrificanti e prodotti chimici. Gli scambi avvengono innanzi tutto con gli Stati Uniti, seguiti da altri paesi latino-americani. La moneta è il quetzal.
Il Guatemala è una delle 14 giurisdizioni che figurano nella "lista grigia" nel rapporto del giugno 2010 dell'OCSE sui cosiddetti "paradisi fiscali".
Sulla costa del Pacifico le grandi e moderne piantagioni producono i generi d'esportazione: caffè (il principale prodotto del paese), canna da zucchero e banane, mentre è in decadenza la coltura del cotone, un tempo importantissima. Altre colture industriali sono il tabacco, il cacao e gli agrumi. Nelle terre alte si producono, con tecniche arcaiche, generi destinati al consumo locale: mais, riso, patate e fagioli. Un ruolo rilevante hanno l'allevamento bovino (con esportazione di carne), lo sfruttamento delle foreste, che coprono più della metà del territorio, e la pesca, in particolare delle aragoste.
Il 2% dei proprietari terrieri possiede il 62% della terra coltivabile del Guatemala. Le popolazioni indigene, storicamente espropriate delle loro terre dalla colonizzazione spagnola e poi dalle nuove élite dopo l'indipendenza, sono relegate sulle montagne, dove la terra è sterile, costringendole a vivere in estrema povertà. Il tasso di malnutrizione del Guatemala, pari a circa il 65%, è tra i più alti dell'emisfero occidentale.

### Industria
Le risorse minerarie sono scarse: vi è solo una limitata produzione di petrolio, zinco, piombo, antimonio e tungsteno. In espansione è il settore industriale nell'ambito del quale rivestono particolare importanza le industrie tessili (cotonifici nella capitale e a Cantèl-Quetzaltenango) e agroalimentari. Vi sono inoltre raffinerie di petrolio a Escuintla e Puerto Barrios, impianti chimici e petrolchimici, cementifici, manifatture del tabacco e della carta.
Il turismo sfrutta gli stupendi paesaggi, soprattutto quelli montani, e i monumenti Maya e ha registrato una ripresa a partire dagli anni novanta con la fine dei conflitti armati. In via di sviluppo è il sistema di comunicazione interno; il paese è percorso dalla Carretera Panamericana. Notevole è il traffico fluviale, e quello marittimo può contare sui porti di Puerto Barrios, Santo Tomás, de Castilla e Livingston sul mar delle Antille e su quelli di Champerico e San Josè sul Pacifico.
Il paese è attraente per le aziende (in particolare per le aziende di abbigliamento) per la sua vicinanza geografica agli Stati Uniti, i salari molto bassi e i notevoli vantaggi fiscali. Il settore Maquiladora rappresenta una quota significativa delle esportazioni totali del Guatemala. Tuttavia, il suo contributo alle economie di questi paesi è controverso: le materie prime sono importate, i posti di lavoro sono precari e mal pagati e le esenzioni fiscali indeboliscono le finanze pubbliche. Sono inoltre criticate per le condizioni di lavoro dei dipendenti: insulti e violenze fisiche, licenziamenti abusivi (soprattutto delle lavoratrici gestanti), orari di lavoro, mancato pagamento degli straordinari. Secondo Lucrecia Bautista, coordinatrice del settore "Maquiladora" della società di revisione contabile Coverco, "le norme del diritto del lavoro sono regolarmente violate nelle Maquiladora e non vi è la volontà politica di far rispettare la loro applicazione. In caso di infrazioni, l'ispettorato del lavoro mostra una notevole clemenza. Si tratta di non scoraggiare gli investitori. "I sindacalisti sono soggetti a pressioni, e a volte a rapimenti o omicidi. In alcuni casi, gli imprenditori si sono avvalsi dei servizi di maras. Infine, liste nere contenenti i nomi di sindacalisti o attivisti politici sono in circolazione nei circoli dei datori di lavoro.
Esistono legami tra il settore economico e la criminalità organizzata. Investe direttamente nel paese acquistando proprietà agricole, attraverso il sistema bancario e investendo in tutti i tipi di imprese.
Secondo il Programma delle Nazioni Unite per lo sviluppo (UNDP), "in Guatemala, il coefficiente di Gini - che misura la disuguaglianza di reddito - è di 0,63, uno dei tassi più alti del mondo". Il paese è l'unico del continente americano che non ha registrato una riduzione della povertà durante il periodo di alti prezzi delle materie prime all'esportazione (2000-2015). Al contrario, la povertà aumenta del 7%, raggiungendo il 66,7% dei guatemaltechi nel 2017, di cui l'86,6% della sola popolazione indigena.

### Turismo
Di grande interesse sono le rovine delle antiche popolazioni: Maya e Azteche.
Il flusso turistico proviene da:
- Stati Uniti d'America: 28%
- Regno Unito: 23%
- Canada: 14%
- Europa meridionale: 7%
- Oceania: 6%
- Altro: 22%

Le rovine maya più visitate sono quelle di Tikal, composte da vari templi immersi nella foresta guatemalteca, tra i quali spicca il tempio del Giaguaro (74 m).
Una città molto caratteristica è Antigua; particolare è la processione del venerdì santo che si tiene nelle vie della città: le strade vengono ricoperte da tappeti di fiori e frutta, sui quali sfila la processione, composta da diversi carri portati sulle spalle da centinaia di uomini e donne.
Tra le mete più interessanti a livello naturalistico vi sono le piscine naturali di Semuc Champey, vasche di acqua cristallina divise da cascate; il lago Atitlán, circondato da vulcani.
Caratteristica del territorio guatemalteco è la grande presenza di vulcani (più di trenta) che possono essere visitati con guide turistiche che accompagnano i turisti fino al cratere del vulcano. I vulcani più visitati sono: il Pacaya (attualmente in attività, 2800 m di altezza) il vulcano de Agua (non in attività, 3800 m di altezza) e il vulcano de Fuego.

## Ambiente
Nel 2019, le foreste coprono meno del 30% del territorio, rispetto a più del 40% all'inizio degli anni 2000. Secondo le Nazioni Unite, "le istituzioni deboli unite alla sete di profitto aumentano la vulnerabilità socioambientale del Guatemala agli impatti dei cambiamenti climatici e dei disastri naturali". Il paese deve inoltre affrontare la contaminazione del suolo, dell'acqua e dell'aria e il degrado della biodiversità.
Nel 2017 scompare la laguna di Atescatempa, vittima del cambiamento climatico.

### Flora
Nella zona temperata si trovano un gran numero di fiori. Di particolare interesse è la famiglia delle orchidee, comprende la suora bianca (Monja blanca). Vi è anche una grande varietà di piante medicinali.

### Fauna
La fauna indigena comprende l'armadillo, l'orso, il coyote, il cervo, la volpe, il giaguaro, la scimmia, il puma, il tapiro, e il lamantino. L'uccello nazionale è il quetzal, simbolo di amore e libertà. Ci sono più di 900 specie di uccelli autoctoni, nonché specie migratrici. L'atitlan è una specie a rischio d'estinzione. Rettili, presenti in più di 204 specie, comprendono il colubro, il fer-de-lance, il mocassino d'acqua e l'iguana.

## Cultura

### Arte

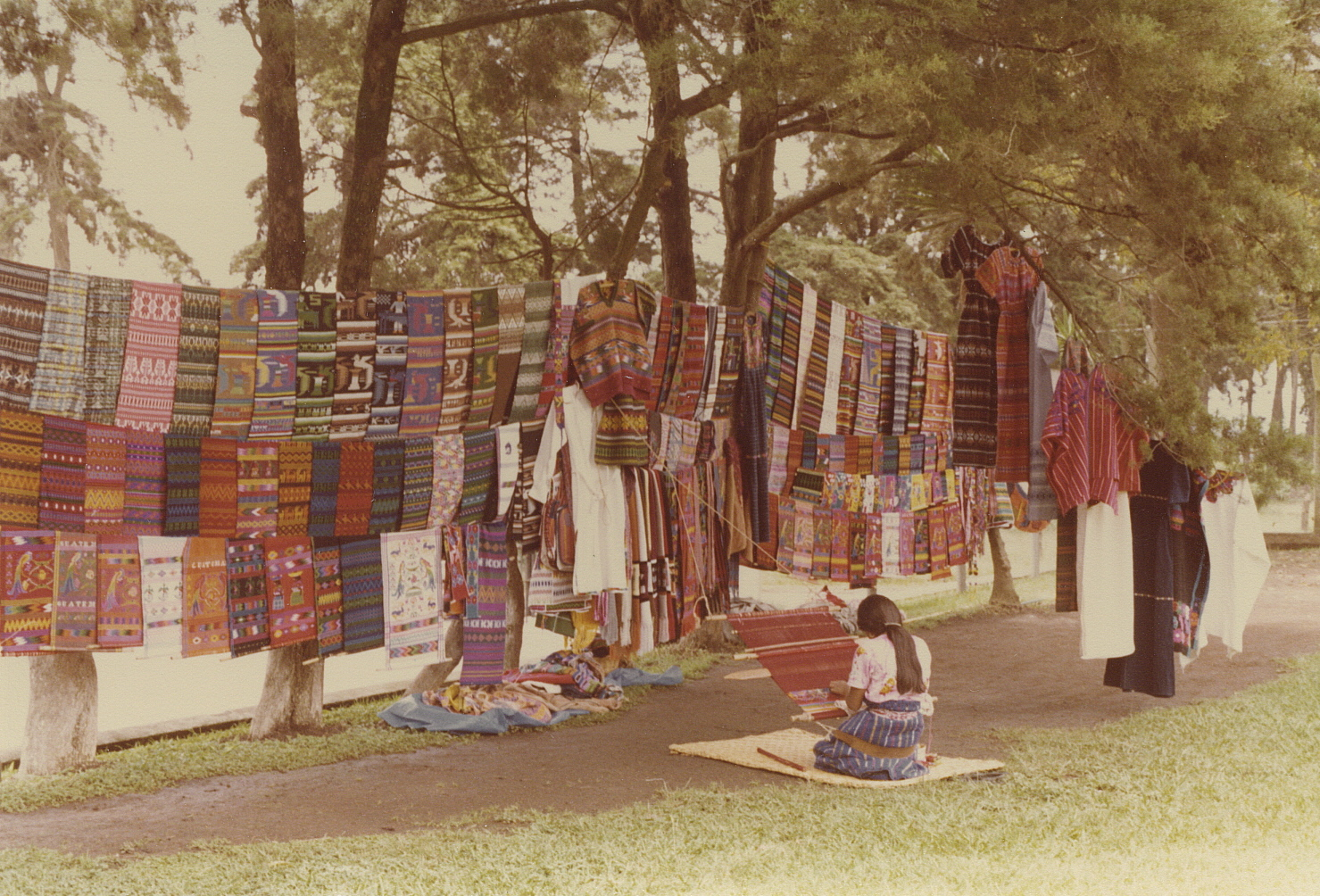
Tipici tappeti del Guatemala

Nel XX secolo, in campo artistico, ricordiamo la figura di Carlos Mérida (1891-1984), tra i pionieri modernisti dell'America Latina.

### Patrimoni dell'umanità
Il ricco patrimonio culturale del Guatemala è testimoniato anche dalla presenza di alcuni siti iscritti nella Lista dei patrimoni dell'umanità dell'UNESCO.

### Letteratura

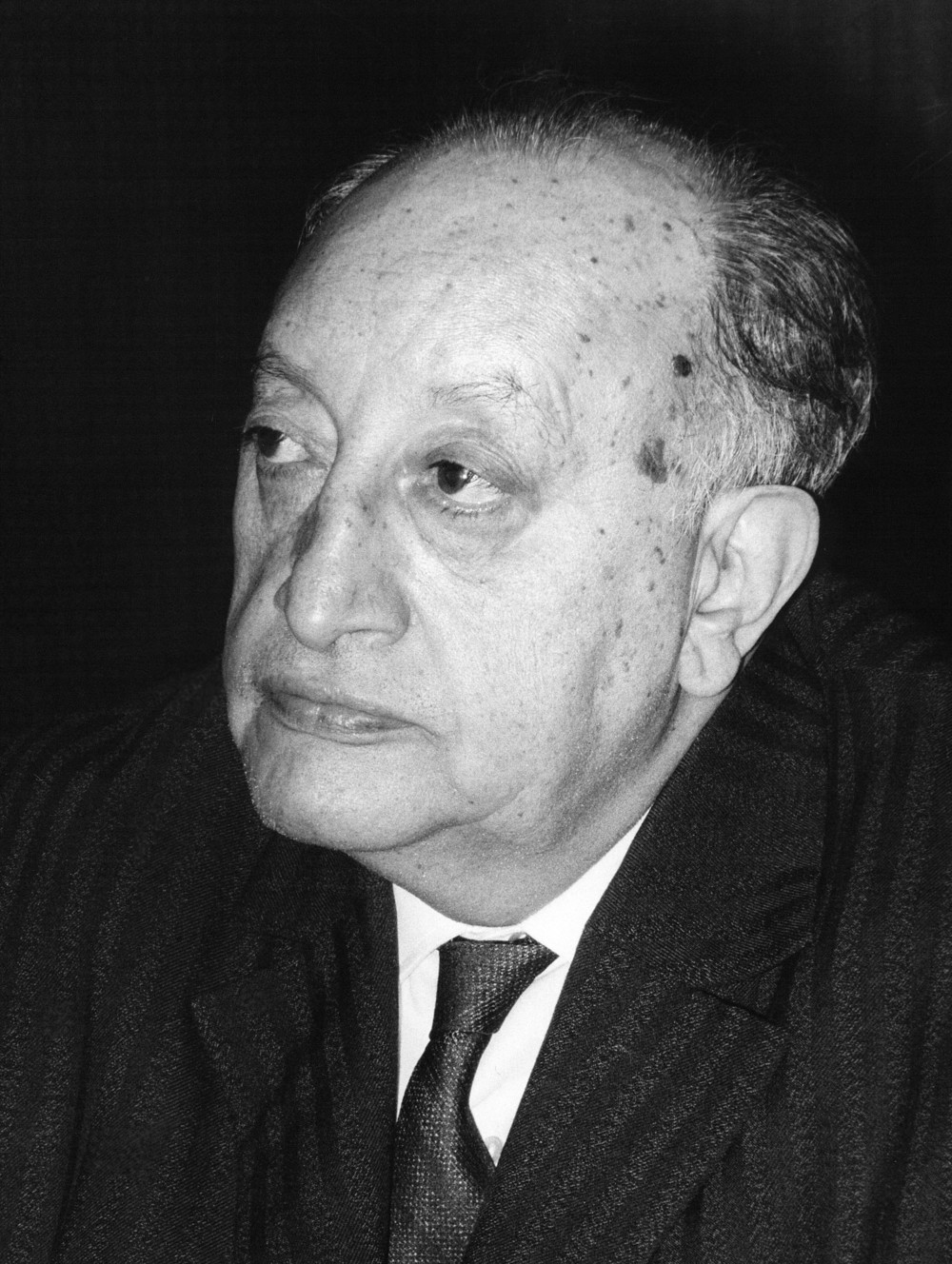
Miguel Ángel Asturias, tra i maggiori esponenti della letteratura latinoamericana.

Tra gli scrittori guatemaltechi affermatisi nel XX secolo spicca soprattutto Miguel Ángel Asturias, esponente della cosiddetta Generación del 20' e del
Boom Latinoamericano; fu anche poeta e drammaturgo, che il 19 ottobre 1967 è stato insignito del Premio Nobel per la letteratura.

### Musica
La musica del Guatemala comincia a fiorire nel Cinquecento, con la musica rinascimentale spagnola di Hernando Franco, Pedro Bermúdez e Gaspar Fernández. Compositori della musica barocca sono i maestri di cappella Rafael Antonio Castellanos e Manuel José de Quirós. La musica strumentale guatemalteca ha visto un periodo di fioritura colle sinfonie di José Eulalio Samayoa, compositore classico romantico di importanza epocale. Lo strumento nazionale è la marimba. Il compositore contemporaneo, direttore d'orchestra e musicologo Dieter Lehnhoff, conosciuto soprattutto per il suo lavoro di trasmissione della musica classica dell'America centrale, ha studiato a lungo la musica rinascimentale e barocca del Guatemala. Tra il XX e il XXI secolo, per il genere pop, spicca, in particolare, la figura di Ricardo Arjona. Nel XXI secolo tra i cantanti guatemaltechi noti possiamo citare Gaby Moreno e Carlos Peña, che fu anche compositore.

### Cinema
Il regista guatemalteco Jayro Bustamante ha guadagnato un pubblico internazionale coi suoi film incentrati sulla società e la politica contemporanee guatemalteche: Ixcanul nel 2015, Temblores e La Llorona, film che, nel 2020, è entrato nella Short-list dei nove candidati per l'Oscar al miglior film straniero. Altro film di successo Nuestras madres (2019) del regista César Díaz che ha avuto vari riconoscimenti internazionali.

### Scienza

#### Guatemala nello spazio
In campo astronautico ricordiamo che il 7 marzo 2020 è stato lanciato nello spazio Quetzal-1, il primo satellite guatemalteco.

## Sport

### Calcio
La Nazionale di calcio del Guatemala ha ottenuto buoni risultati, tra cui un titolo di Campione della CONCACAF Gold Cup, nel 1967. Capocannoniere attuale della Nazionale guatemalteca con ben 68 reti è Carlos Ruiz.

### Giochi olimpici
La prima medaglia olimpica vinta dal Guatemala è la medaglia d'argento nei 20 km di marcia conquistata da Erick Barrondo ai Giochi di Londra 2012. Il 31 luglio 2024, ai Giochi Olimpici di Parigi, Adriana Oliva regala al Paese la sua prima storica medaglia d'oro nella manifestazione vincendo nel tiro a volo femminile, specialità trap.

### Sollevamento pesi
Ricordiamo, inoltre, Rolando de León, campione mondiale nel sollevamento pesi.

## Tradizioni

### Gastronomia
Il Fiambre è un piatto tipico del Guatemala che viene consumato abitualmente nei giorni di Ognissanti e dei Defunti (1º e 2 novembre), al culmine di un ciclo di festività religiose.
Il "Tamal" è un piatto tipico che si prepara con la masa di mais.

### Festa nazionale
15 settembre: Día de Independencia: Giorno dell'indipendenza dalla Spagna, nel 1821